# Khuddar
Khuddar est un film indien réalisé par Iqbal Durrani en 1994.

## Fiche technique
- Titre : Khuddar
- Titre original :
- Réalisation :	Iqbal Durrani[1]
- Scénario :
- Photographie :
- Montage :
- Musique :
- Producteur :
- Société de production :
- Société de distribution :
- Pays de production :  Inde
- Tournage :
- Langue :
- Format :
- Genre :
- Durée :
- Date de sortie : 1994

## Distribution
- Govinda
- Karishma Kapoor
- Kader Khan
- Shakti Kapoor.